# Jacek Tabor
Jacek Tabor – polski matematyk i informatyk, profesor nauk matematycznych. Jako matematyk specjalizował się w równaniach funkcyjnych, układach dynamicznych oraz równaniach różniczkowych, obecnie zajmuje się analizą danych, sztuczną inteligencją oraz uczeniem maszynowym. Jest profesorem i kierownikiem Katedry Uczenia Maszynowego Instytutu Informatyki i Matematyki Komputerowej Wydziału Matematyki i Informatyki Uniwersytetu Jagiellońskiego.

## Życiorys zawodowy
Matematykę ukończył na Uniwersytecie Jagiellońskim, gdzie następnie rozpoczął pracę naukową. Stopień doktorski uzyskał w roku 2000 broniąc pracy pt. Oscylacja stożkowa rozwiązań równań liniowych przygotowanej pod kierunkiem prof. Andrzeja Pelczara. Habilitował się w 2008, a tytuł naukowy profesora nauk matematycznych został mu nadany w 2015.
Swoje prace publikował w takich czasopismach jak m.in. „Advances in Intelligent Systems and Computing”, „Aequationes Mathematicae”, „Annales Polonici Mathematici”, „Journal of Mathematical Analysis and Applications", „Pattern Recognition" oraz „Expert Systems with Applications”. Część z nich (dotycząca równań funkcyjnych, stabilności w sensie Hyersa-Ulama i analizy wypukłej) powstało we współpracy z  ojcem Józefem Taborem.
Członek Polskiego Towarzystwa Matematycznego. W 1999 otrzymał nagrodę PTM dla młodych matematyków.
W 2019 na realizację projektu Sztuczne sieci neuronowe inspirowane biologicznie zespół pod jego kierownictwem uzyskał grant Team-Net Fundacji na rzecz Nauki Polskiej w kwocie prawie 20 mln zł.